# Eunicea pallida
Eunicea pallida is een zachte koraalsoort uit de familie Plexauridae. De koraalsoort komt uit het geslacht Eunicea. Eunicea pallida werd in 1996 voor het eerst wetenschappelijk beschreven door Garcia Parrado & Alcolado. 